# Bicicleta para caballitos

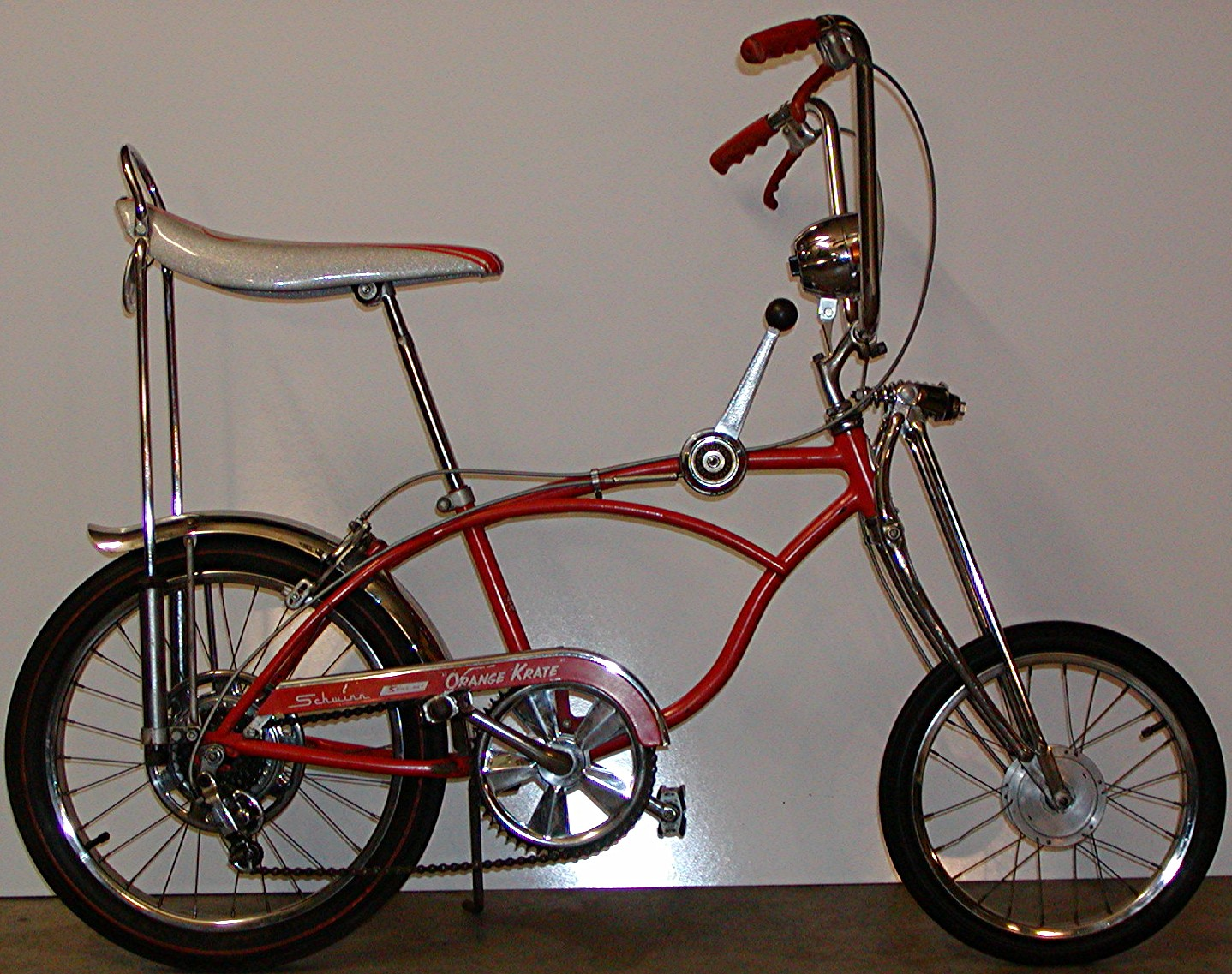
Schwinn Sting-Ray Krate naranja de 5 velocidades, 1968.

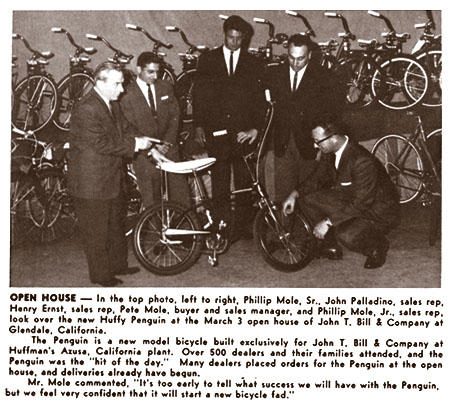
Jornada de puertas abiertas en Huffy Penguin el 3 de marzo de 1963.

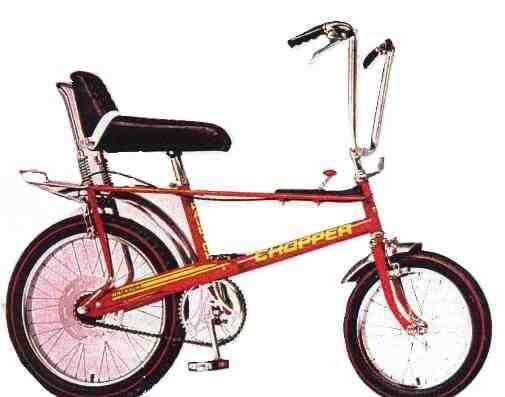
La versión norteamericana de la Raleigh Chopper MK 2.

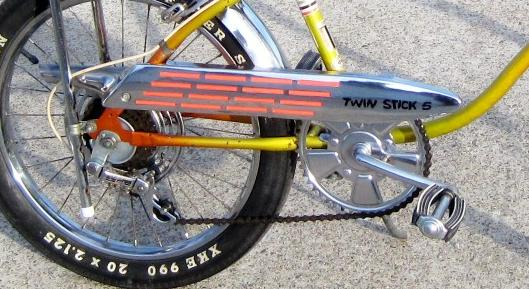
Protector de cadena de Huffy Flaming Stack.

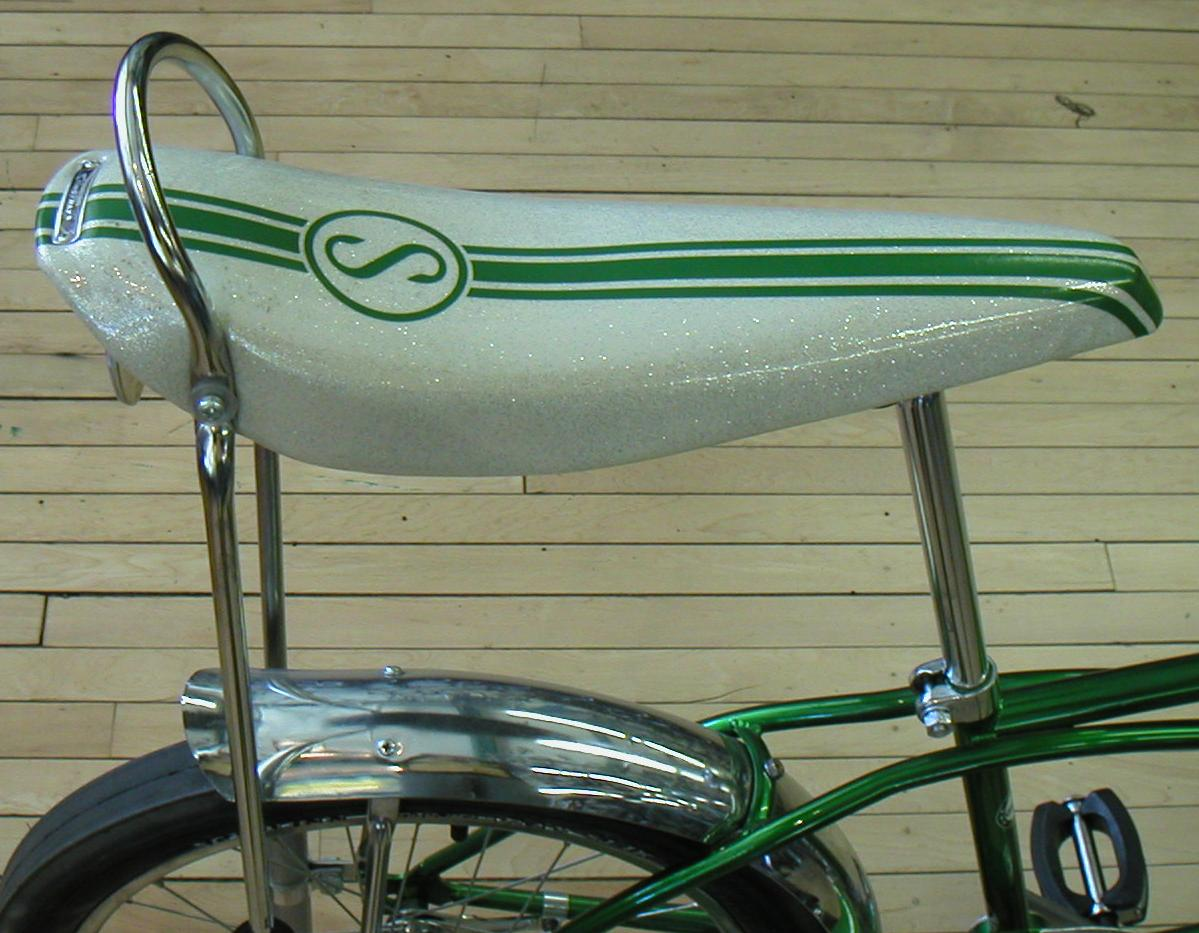
Asiento tipo banana Schwinn con respaldo, guardabarros inclinado y neumático liso de perfil cuadrado.

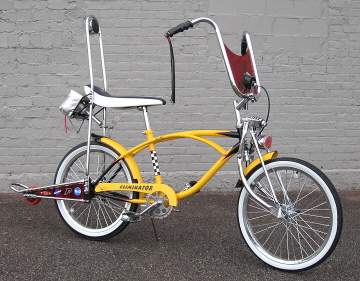
Bici personalizada con cuentakilómetros y manillar para caballitos.

Una bicicleta para caballitos, también llamada dragster, spyder o banana, es un tipo de bicicleta infantil estilizada, diseñada en la década de 1960 para parecerse a una motocicleta chopper y caracterizada por manillares cuelgamonos, un sillín tipo banana con un pequeño respaldo y pequeñas ruedas (de 16 a 20 pulgadas).
En el uso moderno, también se considera «bicicleta para caballitos» a las BMX de cuadro grande, debido a la facilidad que dan para hacer acrobacias.

## Historia
En 1962, Peter Mole de «John T Bill & Co.» se puso en contacto con Huffy Corp para fabricar una nueva bicicleta llamada «High Rise». Estas tenían un asiento largo llamado sillín de banana con puntal y manillares más altos. Huffy dudó durante varios meses si aceptar y fabricar la bicicleta, bajo la condición de que, si era un fracaso, Peter Mole compraría todas las piezas y bicicletas sobrantes. Finalmente, la nueva bicicleta, llamada Penguin, se vendió en las tiendas en marzo de 1963 y fue la primera de este tipo en el mercado. Ese mismo año, el diseñador de Schwinn, Al Fritz, se enteró de una nueva tendencia juvenil nacida en California que buscaba modernizar las bicicletas con accesorios de motocicletas personalizadas al estilo Chopper. Inspirado, diseñó una bicicleta de producción en masa para el mercado juvenil como Proyecto J-38 y el resultado se presentó al público como Schwinn Sting-Ray en 1963. Las ventas al principio fueron lentas, pero finalmente despegaron hasta el punto de que en 1965, otros muchos fabricantes estadounidenses y extranjeros ofrecían su propia versión de la Sting-Ray.
Las BMX comenzaron a reemplazar a este tipo de bicicletas a mediados de la década de 1970, aunque Schwinn continuó ofreciéndolas hasta 1982 y Raleigh hasta 1984. Las bicicletas para caballitos originales son ahora artículos de colección populares y algunos fabricantes han reintroducido versiones actualizadas, como es el caso de Harley-Davidson, que comercializó una versión eléctrica.

## Características
La posición del asiento, casi encima del neumático trasero, facilitaba la realización de caballitos, de ahí su nombre. También se tomó inspiración en los coches americanos, como las ruedas de doble medida, con la más pequeña en la parte delantera y neumáticos de perfil cuadrado. También eran populares unos pequeños guardabarros cromados, un estilo importado de las motos chopper.

### Manillares
Además de los manillares originales y los de estilo «cuelgamonos», varios modelos tenían manillares estilo cuerno de carnero. Huffy incluso presentó un modelo, llamado «The Wheel», que además de «rueda» significa «volante» en español, que tenía un volante en vez de un manillar.

### Marchas
Los bujes traseros de dos velocidades, que el ciclista cambiaba pedaleando hacia atrás, eran comunes, pero algunos presentaban desviadores traseros externos con 3 o 5 relaciones de transmisión y palanca de cambio, similar a la de los automóviles, montada en el tubo superior del cuadro.

### Frenos
Los frenos de contrapedal y zapata eran comunes. Los modelos Schwinn Krate de 1968 tenían un freno de tambor delantero. El Schwinn Pea Picker de 1972 incluía un freno de disco trasero.

### Horquilla
Los modelos Schwinn Krate de 1968 incluían una horquilla delantera con suspensión de resorte. Al menos un modelo, el Murray Kingkat, venía de fábrica con horquillas largas que se asemejaban a las de una motocicleta chopper.

### Sillín
Además de facilitar los caballitos, los sillines tipo banana permitían transportar a un pasajero cómodamente.
Varios fabricantes elaboraron versiones tándem, incluidos Schwinn, Raleigh, y Rollfast.

### Otros accesorios
Había muchos más accesorios disponibles en el mercado para estas bicicletas, como manillares personalizados, neumáticos lisos, cuentakilómetros, parabrisas, empuñaduras, borlas, luces, alzadores, espíneres y respaldos, entre otros muchos.

## Modelos
Los ejemplares más destacables son la Schwinn Sting-Ray y Krate, así como la línea de la Raleigh Chopper. Otros fabricantes y minoristas notables que ofrecieron modelos son AMF, Columbia, Huffy, Iverson, JC Penney, Malvern Star, Monark, Murray, Ross, Sears y Vindec .